# José Luis "Chile" Gómez
José Luis Gómez González  (Mazatlán, Sinaloa; 23 de marzo de 1909 - Nuevo Laredo, Tamaulipas; 1 de diciembre de 1992) fue un jugador mexicano de béisbol, que jugó como segunda base en tres temporadas en las Grandes Ligas de Béisbol. También es conocido como “Chile Gómez”.

## Grandes Ligas
Jugó para los Filis de Filadelfia (1935 y 1936) y para los Senadores de Washington (1942). Con una estatura de 5' 10" y 165 libras, Gómez bateaba y lanzaba con la mano derecha. Fue el primer latino en jugar para los Phillies  y la segunda persona nacida en México en jugar en las Grandes Ligas, después de Baldomero Almada.
En su carrera de tres temporadas en la MLB, Gómez fue un bateador de .226 (142 de 627) con 56 carreras impulsadas en 200 juegos, incluidos nueve dobles, tres triples y tres bases robadas sin jonrón. Hizo 203 apariciones en el cuadro en la segunda base (126), campo corto (76) años tercera base (1).

## Liga Mexicana de Béisbol
Tuvo una extensa carrera en la Liga Mexicana como jugador y entrenador antes de retirarse en 1953. Jugó con los Alijadores de Tampico en (1931), (en 1937) con los Electricistas de Necaxa, (1938) Águila de Veracruz, (Carta Blanca) Sultanes de Monterrey (1940-41), Pericos de Puebla (1942) fue mánager y jugador de los Diablos Rojos del México (1943), habiendo dado el hit ganador para un duelo de 1-0, por lo que fue levantado en hombros junto con el pitcher Alfonso Ramírez, y desfilaron por el centro de la Ciudad de México siendo la única vez que sucedió esto. También jugó con los Cubanos de La Habana. Como jugador en 3,42 entradas bateó .278. En 1953 se retiró como jugador. 
Fue mánager de los Sultanes, Tuneros de San Luis Potosí, Tampico, Puebla y Charros de Jalisco, (1954) .

## Selección Mexicana de Beisbol Amateur
Dirigió a la Selección Mexicana de Beisbol Amateur (1941) logrando la medalla de bronce para el 3.º lugar. En 1944 volvió a dirigir a la novena mexicana logrando el 2.º. lugar.
Gómez murió a los 83 años.

## Reconocimientos
José Luis fue admitido al Salón de la Fama del béisbol mexicano en 1971. También fue incluido en el Salón de la Fama del Béisbol Latino en 2011 de República Dominicana.
El campo de futbol de Villa Unión lleva su nombre.